# غاري إدواردز (مصور)
غاري إدواردز (بالإنجليزية: Gary Edwards)‏ هو مصور بريطاني، ولد في 27 أغسطس 1967.